# University of Pennsylvania Press

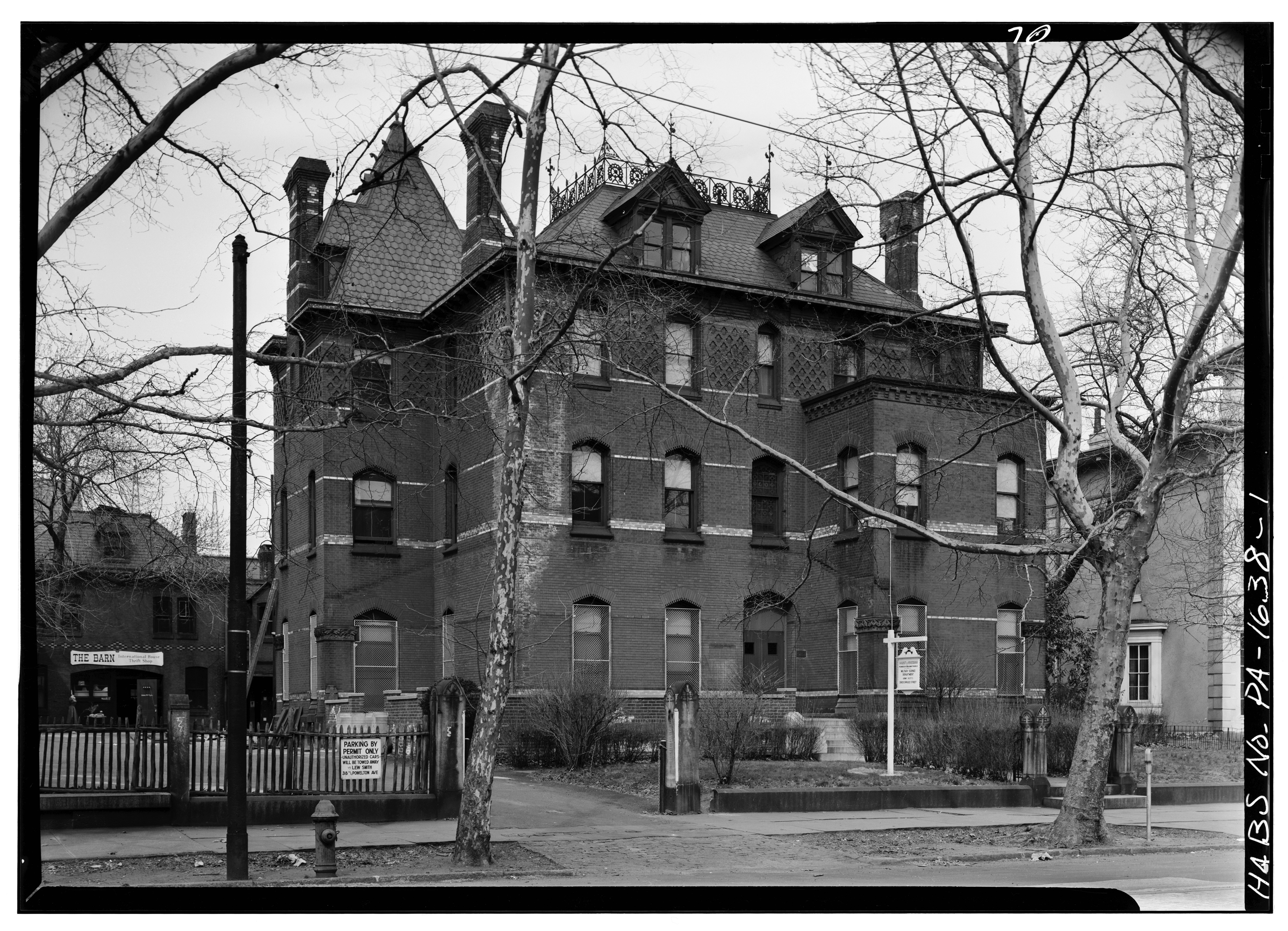
A Casa Potts na 3905 Spruce Street, na Filadélfia. Uma vila de meados do século XIX, serve como sede da imprensa

A University of Pennsylvania Press, também conhecida como Penn Press, é uma editora universitária afiliada à University of Pennsylvania, uma universidade da Ivy League na Filadélfia, Pensilvânia.

## História
A imprensa foi originalmente incorporada pelo governo do estado da Pensilvânia em 26 de março de 1890, e a marca da University of Pennsylvania Press apareceu pela primeira vez em publicações na década de 1890, entre as primeiras marcas desse tipo na América. Uma das primeiras publicações de livros da imprensa, publicada em 1899, foi The Philadelphia Negro: A Social Study, escrita pelo reformador, acadêmico e crítico social negro W. E. B. Du Bois.
A University of Pennsylvania Press possui um catálogo ativo de aproximadamente dois mil títulos e uma produção anual de mais de 120 novos livros em um programa editorial focado. Concentra-se fortemente na publicação de obras relacionadas à história e cultura americanas, estudos antigos, medievais e renascentistas, antropologia, arquitetura paisagística, artes de estúdio, direitos humanos, estudos judaicos e ciência política. A editora também publica 27 periódicos acadêmicos revisados por pares, principalmente na área de humanidades, e a revista Dissent.
Desde julho de 2023, a Wharton School Press é uma marca da University of Pennsylvania Press.
A University of Pennsylvania Press tem sede na 3905 Spruce Street, na Filadélfia. O edifício que abriga a imprensa é a antiga Potts House, construída pelo escritório de arquitetura Wilson Brothers & Company em 1876. A casa serviu anteriormente como sede da International House Philadelphia e da WXPN.